# Interstitium
L'interstitium ou espace interstitiel est un ensemble de compartiments remplis de liquide situés entre les cellules au sein d'un tissu biologique,,.

## Exemples
- L’interstitium rénal, dont les atteintes sont à l’origine de néphropathies interstitielles.
- L’interstitium pulmonaire, dont les atteintes sont à l’origine de pneumopathies interstitielles.

## Sources
(en) Neil D. Theise, « Structure and Distribution of an Unrecognized Interstitium in Human Tissues », sur Scientific Reports (DOI 10.1038/s41598-018-23062-6, consulté le 2 avril 2018)